# Wakako Hironaka
Pour les articles homonymes, voir Hironaka.
Wakako Hironaka (広中 和歌子, Hironaka  Wakako), née le 11 mai 1934, est une femme politique et une écrivaine japonaise, représentant la préfecture de Chiba à la Chambre des conseillers du Japon pour le Kōmeitō, puis pour le Parti démocrate du Japon. 
Militante féministe et écologiste, elle est nommée en 1993 dans le gouvernement Hosokawa au poste de directrice de l'agence pour l'environnement, et devient la première femme à occuper ce poste. Elle reste active dans ce milieu après sa carrière politique.

## Jeunesse, études et carrière pré-électorale
Hironaka naît le 11 mai 1934 à Tokyo. Elle effectue ses études au département de littérature anglaise de l'université pour femmes d'Ochanomizu.
Elle se spécialise dans la traduction et l'écriture, que ce soit du japonais vers l'anglais, ou de l'anglais vers le japonais,.

## Carrière électorale

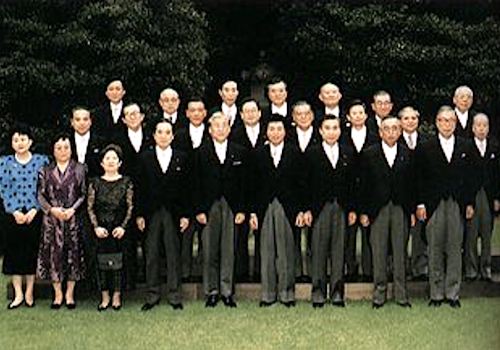
Le gouvernement Hosokawa en 1993, où Hironaka (au premier plan, tout à gauche) est nommée au poste de directrice de l'Agence pour l'environnement.

Hironaka est élue à la chambre des conseillers du Japon pour la première fois en 1986, lors des élections de la même année (en). Élue sous l'investiture du Kōmeitō, elle entre à la Diète du Japon à la représentation proportionnelle,.
Le 23 juillet 1992 (en), Hironaka est réélue à son poste de conseillère lors de l'élection à la chambre des conseillers de 1992. L'année suivante, en 1993, elle est nommée au sein du gouvernement Hosokawa, un gouvernement de coalition, au poste de directrice de l'agence pour l'environnement, et devient la première femme à occuper ce poste. Durant son mandat, elle s'efforce de faire passer plusieurs lois en faveur de l'environnement, et permet notamment l'introduction d'une taxe énergétique au Japon. En avril 1994, à la suite de la démission de Morihiro Hosokawa et de la dissolution de son gouvernement, Hironaka cède son portefeuille à Toshiko Hamayotsu (ja).
Après son passage au gouvernement, elle fait partie du cabinet fantôme du Japon en 1996, l'organe de décision politique du parti durant ses passages dans l'opposition, au poste de ministre de l'environnement. Elle rejoint brièvement ensuite le Shinshintō, puis le Nouveau Parti de la fraternité, avant de rejoindre le Parti démocrate du Japon en 2004, dont elle devient la vice-présidente. À l'international, Hironaka est également membre de plusieurs commissions rassemblant plusieurs parlementaires se penchant sur les problématiques environnementales, et succède à Akiko Dōmoto à la tête de la succursale japonaise du GLOBE (en), une ONG parlementaire soutenant plusieurs initiatives politiques en faveur de l'écologie,.
Hironaka se représente en 2004 lors de l'élections à la chambre des conseillers de la même année (en), toujours dans la circonscription électorale de Chiba, et est de nouveau réélue. Bien que toujours candidate en 2010, cette fois à la représentation proportionnelle, elle n'est pas réélue, et annonce sa retraite politique.

## Carrière post-électorale
Juste après sa retraite politique, Hironaka reçoit le Grand Cordon du Soleil Levant, une haute distinction honorifique japonaise.
Après sa carrière politique, Hironaka reste influente dans le milieu de l'écologie au Japon, participant régulièrement à de nombreux congrès ou conférences sur le sujet.

## Prises de positions
Hironaka est très investie dans la lutte contre les discriminations faites aux femmes, notamment à leur représentation dans le paysage politique japonais. Au sein de la chambre des conseillers du Japon, elle est à l'origine de plusieurs mouvements et conciliations bipartites de femmes parlementaires, pour trouver des initiatives visant à réduire ces inégalités.
De plus, elle s'oppose à la réduction des allocations familiales au Japon.

## Vie privée
Elle est mariée au mathématicien Heisuke Hironaka,.